# Рейниър (град, Орегон)
Вижте пояснителната страница за други значения на Рейниър.
Рейниър (на английски: Rainier) е град в окръг Колумбия, щата Орегон, САЩ. Рейниър е с население от 1687 жители (2000) и обща площ от 6,8 km². Намира се на 15,5 m надморска височина. ЗИП кодът му е 97048, а телефонният му код е 503.